# Campo di internamento di Notaresco
Il campo di internamento di Notaresco è stato un campo di concentramento nazifascista situato a Notaresco in provincia di Teramo.

## Storia
Composto da un edificio appartenuto ai marchesi De Vincenzi-Mazzarosa (attuale via Borgo, 14) e dall'abitazione di Eligio Liberi (ora conosciuta come "Casa Carusi", in via Giardino, 14), fu uno dei primi campi di concentramento realizzati in Abruzzo e iniziò ricevere i primi internati dal 13 luglio 1940.
Poteva ospitare fino a 141 internati (90 nel primo edificio e 41 nel secondo), per lo più ebrei stranieri oppure apolidi e, a partire dalla primavera del 1942, anche partigiani della Dalmazia e dell'Istria. Fino al luglio 1943 il campo fu sovraffollato. Le condizioni igieniche-sanitarie erano pessime, non vi erano riscaldamento, acqua calda, infermeria e mancavano persino i servizi igienici (realizzati solo dopo due anni, nel 1942).
Negli anni 1943-1944 i prigionieri furono trasferiti altrove, fino alla definitiva chiusura del campo di concentramento avvenuta nel giugno 1944 e trasferimento dei suoi ultimi cinque internati.